# Audrey Merle
Audrey Merle (* 19. Mai 1995 in Clermont-Ferrand) ist eine ehemalige französische Triathletin. Sie ist Mitglied der Nationalmannschaft, Vizejunioreneuropameisterin (2014), Team-Weltmeisterin auf der Sprintdistanz (2015), U23-Weltmeisterin auf der olympischen Kurzdistanz (2015), startete 2016 bei den Olympischen Sommerspielen ist und ETU-Europameisterin Duathlon (2021).

## Werdegang
Im Juni 2014 wurde Audrey Merle französische Juniorenstaatsmeisterin und in Kitzbühel wurde sie nur drei Wochen später im Triathlon Vizejunioreneuropameisterin.

Im August holte sie sich zudem die Bronzemedaille bei der Juniorenweltmeisterschaft in Kanada. Sie wurde U23-Weltmeisterin auf der olympischen Kurzdistanz (1,5 km Schwimmen, 40 km Radfahren und 10 km Laufen).

### U23-Weltmeisterin Triathlon 2015
Im Juli 2015 wurde sie in Hamburg Triathlon-Weltmeisterin in der Team-Wertung und im September wurde sie U23-Weltmeisterin auf der olympischen Kurzdistanz.
Nachdem die ursprünglich für die Olympischen Sommerspiele 2016 nominierte Emmie Charayron aus gesundheitlichen Gründen nicht für Frankreich an den Start gehen wird, wurde Audrey Merle vom F.F.TRI. als Ersatzstarterin nachnominiert. Sie ging am 20. August 2016 in Rio de Janeiro mit Cassandre Beaugrand für Frankreich an den Start und belegte den 35. Rang.
Merle startet für den Club TCG 79 Parthenay, sie wird trainiert von Stephanie Déanaz-Gros und lebt in Montpellier. Auch ihre vier Jahre jüngere Schwester Célia Merle (* 1999) ist als Triathletin erfolgreich.
Im Oktober 2020 belegte die damals 25-Jährige in der Staffel (Mixed Relay) bei der ETU-Europameisterschaft der Vereine für Issy Triathlon den siebten Rang.

### Europameisterin Duathlon 2021
Im Juni 2021 wurde sie Zehnte bei der Triathlon-Europameisterschaft auf der Sprintdistanz und im Juli wurde sie in Rumänien ETU-Europameisterin Duathlon.
Auf der Kurzdistanz gewann sie im Juli 2023 den Triathlon EDF Alpe d’Huez.
Audrey Merle studiert an der UFR STAPS Université de Montpellier und sie arbeitet bei der Gendarmerie nationale.
Seit März 2025 ist sie Mutter einer Tochter.

## Sportliche Erfolge
| Datum/Jahr    | Rang | Wettbewerb                                             | Austragungsort | Zeit     | Bemerkung |
| ------------- | ---- | ------------------------------------------------------ | -------------- | -------- | --- |
| 1. Okt. 2023  | 25   | ITU Triathlon World Cup                                | Tanger         | 01:01:09 | hinter der Deutschen Lisa Tertsch |
| 13. Aug. 2021 | 12   | ITU World Championship Series 2021                     | Montreal       | 00:24:14 | hinter Flora Duffy |
| 19. Juni 2021 | 10   | ETU Sprint Triathlon European Championships            | Kitzbühel      | 00:35:53 | ETU-Europameisterschaft Triathlon Sprintdistanz |
| 29. Mai 2021  | 4    | ITU Triathlon World Cup                                | Arzachena      | 01:01:17 | |
| 11. Okt. 2020 | 7    | ETU Triathlon Mixed Relay Clubs European Championships | Alhandra       | 00:20:45 | Mixed Relay (in der Staffel mit Célia Merle, Romain Eliasse und Hugo Celerier) für Issy Triathlon                                                                            |
| 2. Juni 2018  | 16   | ITU Triathlon World Cup                                | Cagliari       | 01:02:25 | hinter der österreichischen Siegerin Lisa Perterer |
| 17. Sep. 2015 | 1    | ITU Triathlon World Championship U23                   | Chicago        | 01:04:35 | U23-Weltmeisterin auf der olympischen Kurzdistanz (1,5 km Schwimmen, 40 km Radfahren und 10 km Laufen)                                                                       |
| 8. Aug. 2015  | 2    | ITU Triathlon World Cup                                | Tiszaujvaros   | 01:00:55 | |
| 19. Juli 2015 | 1    | ITU Sprint Triathlon World Championship Team           | Hamburg        |          | Weltmeisterin im Team – zusammen mit Jeanne Lehair, Dorian Coninx und Vincent Luis                                                                                           |
| 7. März 2015  | 32   | ITU World Championship Series 2015                     | Abu Dhabi      | 01:00:53 | im ersten Rennen der Saison auf der Sprintdistanz als zweitschnellste Französin hinter Siegerin, der US-Amerikanerin Gwen Jorgensen                                          |
| 29. Aug. 2014 | 3    | ITU Triathlon World Championship Junior Women          | Edmonton       | 01:02:44 | Dritte bei der Juniorenweltmeisterschaft (750 m Schwimmen, 20,9 km Radfahren und 5,4 km Laufen) hinter der Deutschen Laura Lindemann und ihrer Landsfrau Cassandre Beaugrand |
| 13. Juli 2014 | 2    | ITU Sprint Triathlon World Championship Mixed Relay    | Hamburg        | 00:20:49 | Vizeweltmeisterin im Team – zusammen mit Dorian Coninx, Vincent Luis und Cassandre Beaugrand                                                                                 |
| 20. Juni 2014 | 2    | ETU Triathlon European Championship Junior Women       | Kitzbühel      | 01:03:19 | Triathlon-Vizejunioreneuropameisterin |
| 1. Juni 2014  | 1    | FRA Triathlon National Championship Junior Women       | Nizza          | 01:06:27 | Französische Juniorenstaatsmeisterin auf der Sprintdistanz (750 m Schwimmen, 20 km Radfahren und 5 km Laufen)                                                                |

| Datum/Jahr    | Rang | Wettbewerb                         | Austragungsort | Zeit     | Bemerkung                                                     |
| ------------- | ---- | ---------------------------------- | -------------- | -------- | ------------------------------------------------------------- |
| 11. Mai 2024  | 42   | ITU World Championship Series 2024 | Yokohama       | 01:58:23 | hinter Leonie Periault                                        |
| 24. Juli 2023 | 1    | Triathlon EDF Alpe d’Huez          | Alpe d’Huez    | 02:10:01 | Siegerin auf der Kurzdistanz                                  |
| 25. März 2023 | 2    | ETU Triathlon European Cup         | Quarteira      | 01:57:18 | hinter Cassandre Beaugrand                                    |
| 6. Nov. 2022  | DNF  | ITU World Championship Series 2022 | Bermuda        | –        |                                                               |
| 20. Aug. 2016 | 35   | Olympische Sommerspiele 2016       | Rio de Janeiro | 02:02:53 |                                                               |
| 27. Juli 2016 | 2    | Triathlon EDF Alpe d’Huez          | Alpe d’Huez    | 02:12:25 | Zweite auf der Kurdistanz hinter Andrea Hewitt aus Neuseeland |
| 17. Okt. 2015 | 5    | ITU Triathlon World Cup            | Alanya         | 02:00:30 |                                                               |
| 21. März 2015 | 2    | ETU Triathlon European Cup         | Quarteira      | 02:04:25 | Zweite hinter Gillian Sanders                                 |
| 5. Juni 2014  | 2    | ETU Triathlon Premium European Cup | Rijssen-Holten | 02:06:11 | Zweite hinter Rachel Klamer                                   |

| Datum/Jahr   | Rang | Wettbewerb                          | Austragungsort | Zeit     | Bemerkung                                                                 |
| ------------ | ---- | ----------------------------------- | -------------- | -------- | ------------------------------------------------------------------------- |
| 3. Juli 2021 | 1    | ETU Duathlon European Championships | Târgu Mureș    | 00:56:47 | Europameisterin Duathlon (5 km Laufen, 20 km Radfahren und 2,5 km Laufen) |

(DNF – Did Not Finish)